# رنسام ریگز
رنسام ریگز (انگلیسی: Ransom Riggs؛ ۳ فوریهٔ ۱۹۷۹) پدیدآور، نویسنده و فیلم‌ساز اهل ایالات متحده آمریکا است که بیشتر به خاطر کتاب خانه دوشیزه پرگرین برای بچه‌های عجیب معروف است.

## زندگی‌نامه
ریگس در سال ۱۹۷۹ در یک مزرعه ۲۰۰ ساله در مریلند متولد شد.
وی ادبیات انگلیسی را در کالج کنیون مطالعه کرد و به مطالعه فیلم در دانشگاه کالیفرنیای جنوبی پرداخت. جایی که او با جان گرین دوست نزدیک بود.
در سال ۲۰۱۳ با طاهره مافی ازدواج کرد و اولین فرزندشان در ۳۰ می ۲۰۱۷ به نام لیلا به دنیا آمد.

## حرفه
کار او بر روی فیلم های کوتاه برای اینترنت و وبلاگ نویسی برای Mental Floss باعث شد که او کار نوشتن کتاب راهنمای شرلوک هلمز را شروع کند که به عنوان پیوندی با فیلم شرلوک هولمز در سال ۲۰۰۹ منتشر شد.
ریگز در کودکی عکس‌های قدیمی و سیاه‌وسفید را کنجکاوانه جمع‌آوری می کرد و با ناشر خود، Quirk Book، در مورد استفاده از برخی از آن‌ها در یک کتاب تصویری مشاوره گرفت. به پیشنهاد یک ویرایشگر، ریگز از عکس‌ها به‌عنوان راهنما برای جمع‌آوری یک روایت استفاده کرد. کتاب حاصل، خانه خانم پرگرین برای کودکان عجیب بود که در فهرست پرفروش‌ترین‌های نیویورک تایمز قرار گرفت و در سال ۲۰۱۶ فیلمی به همین نام با اقتباس از این رمان، ساخته شد. ￼ 

## آثار
- خانه دوشیزه برای بچه‌های عجیب. ۷ ژوئن ۲۰۱۱.
- شهر توخالی. ۱۴ ژانویه ۲۰۱۴.
- کتابخانه ارواح. ۲۲ سپتامبر ۲۰۱۵.
- نقشه روزها. ۲ اکتبر سال ۲۰۱۸.
- همایش پرندگان. کتاب‌های دوتون برای خوانندگان جوان. ۱۴ ژانویه سال ۲۰۲۰.
- نابودی عکای شیطان. ۲۳ فوریه ۲۰۲۱.
- موزه شگفتی‌های خانم پرگرین ۲۰۲۲

## جوایز
| سال  | جایزه            | اثر                        | نتیجه    |
| ---- | ---------------- | -------------------------- | -------- |
| ۲۰۱۱ | گودریدز          | خانه دوشیزه پرگرین         | برنده    |
| ۲۰۱۱ | گودریدز          | خانه دوشیزه پرگرین         | برنده    |
| ۲۰۱۲ | جایزه نفی        | خانه دوشیزه پرگرین         | برنده    |
| ۲۰۱۲ | جایزه کیچی       | خانه دوشیزه پرگرین         | نامزدشده |
| ۲۰۱۴ | گودریدز          | شهر توخالی                 | برنده    |
| ۲۰۱۵ | جایزه خیال پرداز | شهر توخالی (ترجمه فرانسوی) | برنده    |
| ۲۰۱۵ | گودریدز          | کتاب خانه ارواح            | برنده    |
| ۲۰۱۵ | جایزه خیال پرداز | خانه دوشیزه پرگرین         | برنده    |